# Иноуэ, Умэцугу
Умэцугу Иноуэ (яп. 井上梅次;, 31 мая 1923, Киото — 11 февраля 2010, Токио) — японский кинорежиссёр и сценарист. Относится к числу наиболее успешных в коммерческом плане японских режиссёров 1950-х — 1960-х годов. Плодовитый и разносторонний режиссёр, работавший в самых разных жанрах на протяжении всей своей долгой карьеры, в 1950-х годах оставил свой след в студии «Никкацу», выпустив серию чрезвычайно увлекательных жанровых музыкальных фильмов, в которых запечатлел взрывную энергию японского джаза, питавшего молодёжную культуру тех лет. Умэцугу Иноуэ привнес в японскую манеру съемки (сбалансированные общие планы, статичная камера, театрализованные мизансцены, склонность к созерцанию, человек и окружающее пространство представлены как единое целое) приемы голливудского кинематографа 50-х годов — акценты на детали и крупные планы. Американский кинокритик Марк Шиллинг, куратор мини-ретроспективы Умэцугу Иноуэ в США и Канаде (2018) написал в Variety о нём следующее: «Режиссёр, оказавший большое влияние на японский и гонконгский поп-кинематограф… Сочетание музыки, сцен потасовок и популярных молодых талантов у Иноуэ стало образцом для нового жанра под названием Nikkatsu Action».

## Биография

### Карьера в кино
Родившийся в Киото, Иноуэ в 1946 году окончил экономический факультет университета Кэйо. Однако, двадцатитрёхлетний молодой специалист-бухгалтер по специальности работать не пошёл, а устроился в 1947 году сценаристом и ассистентом режиссёра в только образованную кинокомпанию «Синтохо». Спустя пять лет, в 1952 году Иноуэ дебютировал на этой студии в режиссуре, поставив по своему сценарию романтическую комедию о студентах «Группа поддержки для любви». Он снимал драмы и комедии, но произвёл самое большоё впечатление своими музыкальными картинами. Его первой удачной работой в жанре мюзикла был фильм «Джазовый фестиваль 16-летней девушки» (1954), в котором блеснула начинающая певица и актриса Идзуми Юкимура. Иноуэ поставил восемь фильмов с Идзуми, включая наиболее популярный из них «Токийская Золушка» (1954).
В 1954 году амбициозный молодой режиссёр покинул компанию «Синтохо» и, поработав на паре независимых проектов, трудоустроился в старейшую из кинокомпаний «Никкацу», только открывшуюся после 12-летнего перерыва. Студия делает ставку на молодые таланты, обещая им быстрый карьерный рост и свободу самовыражения. Польстившись на заманчивые обещания, в «Никкацу» перебежали многие молодые кинематографисты других кинокомпаний, особенно ощутимо в то время поредели ряды студии «Офуна» компании «Сётику». Недовольные духом студии «Офуна» юные дарования переметнулись во вновь воспрявшую из небытия «Никкацу». Юдзо Кавасима, Сёхэй Имамура, Ко Накахира и другие были в их рядах. В это же время приходит в «Никкацу» полный творческой энергии Умэцугу Иноуэ. Первый, поставленный им в этой компании фильм «Саскэ Сарутоби» снят в жанре комедии, где двух легендарных соперников — Саскэ и Гоэмона Итикаву сыграли две большие студийные звезды Фрэнки Сакаи и Мититаро Мидзусима. Главными хитами студии «Никкацу» этого периода были фильмы о так называемом «солнечном племени», рассчитанные, прежде всего на молодёжную аудиторию. Идолом молодёжи и главной звездой этого направления был актёр и певец Юдзиро Исихара. Именно с участием Исихары и поставил Иноуэ свои самые успешные проекты в «Никкацу». В числе наиболее кассовых хитов 1957 года были фильмы «Орёл и ястреб» и «Ураганный барабанщик», поставленные Иноуэ с Юдзиро Исихарой в главной роли. Обе киноленты принесут актёру престижную «Голубую ленту» в номинации «Лучший новичок года», второй ещё и станет его визитной карточкой на всю жизнь. В лихо закрученной музыкальной мелодраме «Орёл и ястреб», действие которой происходит на корабле в открытом море, двое моряков соперничают из-за женского внимания. И хотя Юдзиро Исихаре приходится отстаивать свои интересы кулаками, он между делом исполняет свои популярные шлягеры. «Ураганный барабанщик», снятый в жанре музыкальной драмы показывает историю растущей карьеры амбициозного барабанщика. Этот фильм сделал Юдзиро Исихару звездой № 1 японской киноиндустрии, его называли «японским Элвисом». Кинолента заняла третье место по кассовым сборам в японском прокате 1957 года, что обогатило студию «Никкацу» и укрепило репутацию режиссёра Умэцугу Иноуэ как создателя популярных мюзиклов. На какое-то время Иноуэ становится ведущим специалистом студии по молодым идолам, Юдзиро Исихара и Акира Кобаяси — его главные звезды. Однако, недовольный своими заработками, он покидает «Никкацу» в конце 1959 года и становится режиссёром-фрилансером, свободным художником, готовым принять любое предложение. Учитывая успех его картин, предложений было предостаточно.
Иноуэ переезжает со студии на студию, успевая иногда работать одновременно у нескольких конкурентов. На «Тоэй» он снимает три фильма с Кодзи Цурутой из его популярной серии «Преступный мир», а после этого ещё полдюжины ранних нинкё-эйга. На «Дайэй» Иноуэ становится одним из главных иконографов актрисы Фудзико Ямамото, что не мешает режиссёру снять два или три самурайских фильма с Райдзо Итикавой, в том числе популярную киноленту «Третья тень» (1963). В кинокомпании «Сётику» Иноуэ снял несколько триллеров в стилистике японского нуара, в том числе: «Последнее предательство» (1960) — история о главаре банды, преданном его подручным и любовницей; «Алая роза» (1963) сосредоточен на полицейском, расследующем дело о наркоторговле, только чтобы выйти на главаря банды, роковую женщину, которой он очарован (фильм является вольной переработкой «Кармен» Проспера Мериме, включая музыку Бизе). Иноуэ также сделал красочную версию «Чёрной ящерицы» (в «Дайэй», 1962), адаптацию пьесы Юкио Мисимы. Обращение режиссёра к историческому жанру было более редким, но включало, снятого в компании «Тоэй», «Вора в чёрном» (1964), где организованные бандиты сражаются против безжалостного правления сёгуна в попытке вернуть свою землю.
С середины 1960-х и до начала 1970-х годов Иноуэ продолжал делать фильмы на различных студийных площадках в Японии, но он также проводил три месяца каждого года в Гонконге, где по заказу студии «Шоу бразерс» снял 17 кинолент. Вместе с Иноуэ в Гонконг были приглашены ещё четверо японских кинорежиссёров, почти все приглашённые — бывшие контрактники с «Никкацу». Знаменитые братья Шоу хотели, чтобы японцы научили китайских коллег снимать современные развлекательные фильмы, про музыку и про молодёжь. В группе прибывших в Гонконг японских режиссёров, Иноуэ пользовался привилегированным статусом (например, он был единственным, кому позволили не брать китайский псевдоним). Фильмы, снятые в Гонконге были успешны в прокате, при этом Иноуэ всегда соблюдал сроки производства и не выходил за рамки оговорённого заранее бюджета, за что его особенно ценили гонконгские продюсеры и хозяева корпорации Shaw Brothers. Некоторые его гонконгские фильмы были ремейками историй, которые Иноуэ ранее сделал в Японии: его главный хит «Ураганный барабанщик» был переделан в «Короля барабанщиков» (1967), а сделанный им ранее в «Сётику» мюзикл «Ночь, которую мы танцевали» (1963) стал «Гонконгским ноктюрном» (1966).
Одна из работ Иноуэ конца 1960-х годов, музыкальная мелодрама «Сезон любви» (1969) была закуплена для проката в СССР и пользовалась у нас большим успехом. Фильм занимает 480-ю строчку в списке самых кассовых фильмов советского кинопроката за всю его историю. Его посмотрели 27, 6 миллионов кинозрителей бывшего СССР.
Три музыкальных киноленты начала 1970-х годов «Цветы, слёзы и ревность», «Цветок Феникс» (оба — 1970) и «Всё о Хибари» (1971) Иноуэ сделал по просьбе популярной певицы и актрисы Хибари Мисоры, которая этими фильмами решила завершить свою кинокарьеру. Сам Иноуэ, будучи уже ветераном японской киноиндустрии, с начала 1970-х годов также уходит на телевидение, где самой известной его работой стали телефильмы о детективе Когоро Акэти, снятые по мотивам романов Рампо Эдогавы. Время от времени Иноуэ возвращался в большое кино. Среди его последних фильмов был второй ремейк «Ураганного барабанщика» (1983) и «Птица! Одолжи мне свои крылья» (1985). Свой последний фильм «Кодовое имя: Чёрный кот» режиссёр снял в 1987 году.
Иноуэ относится к числу самых плодовитых японских мастеров экрана. По количеству своих работ занимает первое место среди послевоенных японских режиссёров. Он поставил 115 фильмов для большого экрана и на телевидении им снято в общей сложности более 150 серий для различных сериалов (включая и отдельные ТВ фильмы). Рост внимания к популярным жанрам в японском кино недавно стимулировал что-то вроде возрождения интереса к работам Иноуэ. В 2018 году мини-ретроспектива отреставрированных фильмов Иноуэ прошла по городам США (в Вашингтоне, Нью-Йорке, Бостоне, Хьюстоне, Чикаго и Филадельфии) и Канады (в Ванкувере, Торонто…).
Умэцугу Иноуэ умер 11 февраля 2010 года в больнице в Минато-ку, Токио, от кровоизлияния в мозг. Ему было 86 лет. Прощальный вечер состоялся 13 апреля того же года, в нём приняли участие 600 человек.

### Личная жизнь
С 1957 года и до своей кончины Иноуэ состоял в браке с киноактрисой Юмэдзи Цукиока, которая играла в некоторых его фильмах, сделанных в «Никкацу». В этом браке была рождена дочь Эми Иноуэ, учившаяся кулинарному мастерству во Франции и ставшая известным шеф-поваром и кулинарным экспертом. Руководит школой кулинарного искусства в Японии.

## Признание
При жизни Умэцугу Иноуэ и его фильмы были обделены вниманием коллег. И только после смерти на церемонии вручения премий Японской академии 2011 года Иноуэ был удостоен Специальной премии председателя академии за карьеру. Награду передали вдове и дочери покойного, присутствовавших на церемонии.

## Фильмография
| Год         | Название по-русски                                          | Оригинальное название                                  | Название на ромадзи                                     | Английское название в международном прокате             | Исполнители главных ролей                              |
| ----------- | ----------------------------------------------------------- | ------------------------------------------------------ | ------------------------------------------------------- | ------------------------------------------------------- | ------------------------------------------------------ |
| 1950-е годы |                                                             |                                                        |                                                         |                                                         |                                                        |
| 1952        | «Группа поддержки для любви»                                | 恋の応援団長                                           | Koi no ōendanchō                                        | Love’s Cheerleader                                      | Кэйдзю Кобаяси, Тёко Иида, Юноскэ Ито                  |
| 1952        | «---»                                                       | サラリーマン喧嘩三代記                                 | Sarariman kenka sandaiki                                | Record of Three Generations of Quarreling Salarymen     | Сусуму Фудзита, Ранко Ханаи, Сатико Хидари             |
| 1953        | «Санта, сделай всё возможное!»                              | 三太頑れっ！                                           | Santa gambare                                           | Santa, Do Your Best                                     | Хибари Мисора, Сатико Хидари, Каматари Фудзивара       |
| 1953        | «Юношеский дневник Атяко. Часть 4: Счастливый брак»         | アチャコ青春手帖 第四話 めでたく結婚の巻               | Achako seishun techō: Daiyonwa: Medetaku kekkon no maki | Achako’s Notebook of Youth 4: Happy Marriage            | Атяко Ханабиси, Тиэко Сома, Сюндзи Сакаи               |
| 1953        | «Наша любовь в тени сирени»                                 | わが恋のリラの木陰に                                   | Waga koi no lila no kokage ni                           | Our Love in the Shade of the Lilac Tree                 | Юмико Миягино, Уэо Эгава, Минору Такада                |
| 1954        | «Джазовый фестиваль 16-летней девушки»                      | 娘十六ジャズ祭                                         | Musume jūroku jazu matsuri                              | A 16-Year-Old Girl’s Jazz Festival                      | Идзуми Юкимура, Фрэнки Сакаи, Минору Такада            |
| 1954        | «Зов далёких гор»                                           | 遙かなる山の呼び声                                     | Haruka naru yama no yobigoe                             | Call from the Mountains                                 |                                                        |
| 1954        | «Токийская Золушка»                                         | ジャズ・オンパレード１９５４年 東京シンデレラ娘        | Jazu onparēdo 1954‒nen: Tōkyō Shinderera musume         | Tokyo Cinderella                                        | Идзуми Юкимура, Дзюндзабуро Бан, Фрэнки Сакаи          |
| 1954        | «Ура! К студенткам»                                         | 乾杯！女学生                                           | Kanpai! jogakusei                                       | Here’s to the Student Girls                             | Идзуми Юкимура, Сидзуэ Нацукава, Садако Савамура       |
| 1954        | «Летопись брака»                                            | 結婚記                                                 | Kekkonki                                                | Time of Marriage                                        | Кодзи Цурута, Инэко Арима, Марико Окада                |
| 1955        | «К джазовым девочкам»                                       | ジャズ娘乾杯                                           | Jazu musume kanpai!                                     | Here’s to the Jazz Girls                                | Тиэми Эри, Идзуми Юкимура, Фрэнки Сакаи                |
| 1955        | «Саскэ Сарутоби»                                            | 猿飛佐助                                               | Sarutobi sasuke                                         | Sarutobi sasuke                                         | Фрэнки Сакаи, Мититаро Мидзусима, Итиро Арисима        |
| 1955        | «Зелёная музыкальная шкатулка»                              | 緑はるかに                                             | Midori harukani                                         | The Green Music Box                                     | Рурико Асаока, Минору Такада, Миэ Китахара             |
| 1955        | «Три лица»                                                  | 三つの顔                                               | Mittsu no kao                                           | Three Faces                                             | Рэнтаро Микуни, Митиё Аратама, Тёко Иида               |
| 1955        | «Несовершеннолетний»                                        | 未成年                                                 | Miseinen                                                | Underage                                                | Хироюки Нагато, Идзуми Асикава, Юноскэ Ито             |
| 1956        | «Сорванец из закоулков»                                     | 裏町のお転婆娘                                         | Uramachi no otenba musume                               | The Tomboy from the Back Streets                        | Тиэми Эри, Хироюки Нагато, Рурико Асаока               |
| 1956        | «Перекрёсток смерти»                                        | 死の十字路                                             | Shi no jūjiro                                           | Crossroadsof Death                                      | Рэнтаро Микуни, Митиё Аратама, Тоору Абэ               |
| 1956        | «Феникс»                                                    | 火の鳥                                                 | Hi no tori                                              | Phenix                                                  | Юмэдзи Цукиока, Тацуя Накадай, Миэ Китахара            |
| 1956        | «История одного рабочего дня»                               | ニコヨン物語                                           | Nikoyon monogatari                                      | Story ofa Day Laborer                                   | Рэнтаро Микуни, Ко Нисимура, Тайдзи Тонояма            |
| 1956        | «Лунное затмение»                                           | 月蝕                                                   | Gesshoku                                                | Lunar Eclipse                                           | Тацуя Михаси, Юмэдзи Цукиока, Юдзиро Исихара           |
| 1957        | «Танцующие сёстры»                                          | お転婆三人姉妹 踊る太陽                                | Otenba sannin shimai odoru taiyō                        | Dancing Sisters                                         | Юкико Тодороки, Рурико Асаока, Юдзиро Исихара          |
| 1957        | «Опасные связи»                                             | 危険な関係                                             | Kikenna kankei                                          | Dangerous Liaisons                                      | Юмэдзи Цукиока, Миэ Китахара, Томио Аоки               |
| 1957        | «Победитель»                                                | 勝利者                                                 | Shori-sha                                               | The Champion                                            | Тацуя Михаси, Юдзиро Исихара, Миэ Китахара             |
| 1957        | «Семнадцатилетняя бунтовщица»                               | 十七才の抵抗                                           | Jūnanasai no teikō                                      | The 17‒Year‒Old Rebel                                   | Рурико Асаока, Юкико Тодороки, Масахико Цугава         |
| 1957        | «Орёл и ястреб»                                             | 鷲と鷹                                                 | Washi to taka                                           | The Eagle and the Hawk                                  | Юдзиро Исихара, Рэнтаро Микуни, Рурико Асаока          |
| 1957        | «Ураганный барабанщик»                                      | 嵐を呼ぶ男                                             | Arashi o yobu otoko                                     | The Stormy Man                                          | Юдзиро Исихара, Миэ Китахара, Рурико Асаока            |
| 1958        | «Клыки ночи»                                                | 夜の牙                                                 | Yoru no kiba                                            | Fangs of the Night                                      | Юдзиро Исихара, Юмэдзи Цукиока, Рурико Асаока          |
| 1958        | «Муж носит фартук»                                          | 夫婦百景                                               | Fūfu hyakkei                                            | The Husband Wore the Apron                              | Юмэдзи Цукиока, Рурико Асаока, Хироюки Нагато          |
| 1958        | «Завтра будет другой день»                                  | 明日は明日の風が吹く                                   | Ashita wa ashita no kaze ga fuku                        | Tomorrow Is Another Day                                 | Рурико Асаока, Юдзиро Исихара, Миэ Китахара            |
| 1958        | «Этот замечательный парень»                                 | 素晴しき男性                                           | Subarashiki dansei                                      | That Wonderful Guy                                      | Юдзиро Исихара, Миэ Китахара, Юмэдзи Цукиока           |
| 1958        | «Муж носит фартук. Часть 2»                                 | 続夫婦百景                                             | Zoku fūfu hyakkei                                       | Tomorrow Is Another Day. Part 2                         | Юмэдзи Цукиока, Хироюки Нагато, Рурико Асаока          |
| 1959        | «Дружба, вызывающая бурю»                                   | 嵐を呼ぶ友情                                           | Arashi o yobu yûjô                                      | A Friendship That Causes a Storm                        | Акира Кобаяси, Дзюкити Уно, Рурико Асаока              |
| 1959        | «Солнце в толпе»                                            | 群集の中の太陽                                         | Gunshū no naka no taiyō                                 | Sun in the Crowd                                        | Акира Кобаяси, Рурико Асаока, Тоору Абэ                |
| 1959        | «Один в Токио»                                              | 東京の孤独                                             | Tōkyō no kodoku                                         | Alone in Tokyo                                          | Акира Кобаяси, Идзуми Асикава, Дзё Сисидо              |
| 1959        | «Молодёжная элегия»                                         | 青春蛮歌                                               | Seishun banka                                           | Elegy to Youth                                          | Хироюки Нагато, Рурико Асаока, Ёко Минамида            |
| 1959        | «Схватка в ночном тумане»                                   | 夜霧の決闘                                             | Yogiri no kettō                                         | Duel in the Night Fog                                   | Кодзи Цурута, Кэйко Авадзи, Масаюки Мори               |
| 1960-е годы |                                                             |                                                        |                                                         |                                                         |                                                        |
| 1960        | «Группа, которая подняла бурю»                              | 嵐を呼ぶ楽団                                           | Arashi o yobu gakudan                                   | The Band That Raised a Storm                            | Акира Такарада, Идзуми Юкимура, Тадао Такасима         |
| 1960        | «Победа и поражение»                                        | 勝利と敗北                                             | Shōri to haiboku                                        | Victory and Defeat                                      | Хироси Кавагути, Аяко Вакао, Со Ямамура                |
| 1960        | «Обними солнце»                                             | 太陽を抱け                                             | Taiyō o idake                                           | Embrace the Sun                                         | Акира Такарада, Идзуми Юкимура, Дайскэ Като            |
| 1960        | «Последнее предательство»                                   | 三人の顔役                                             | Sannin no kaoyaku                                       | The Last Betrayal                                       | Кадзуо Хасэгава, Хироси Кавагути, Матико Кё            |
| 1960        | «Шестой подозреваемый»                                      | 第六の容疑者                                           | Dairoku no yōgisha                                      | The Sixth Suspect                                       | Тацуя Михаси, Акира Такарада, Юми Сиракава             |
| 1961        | «История трёх парней с Гиндзы»                              | 銀座っ子物語                                           | Ginzakko monogatari                                     | Story of Three Boys from Ginza                          | Кодзиро Хонго, Кэйдзо Кавасаки, Хироси Кавагути        |
| 1961        | «Ноктюрн женщины»                                           | 女は夜化粧する                                         | Onna wa yoru keshō suru                                 | Nocturne of a Woman                                     | Фудзико Ямамото, Хироси Кавагути, Дзиро Тамия          |
| 1961        | «Мужчина с востока»                                         | 東から来た男                                           | Higashi kara kita otoko                                 | The Man from the East                                   | Юдзо Каяма, Юрико Хоси, Тоору Абэ                      |
| 1961        | «Пятеро из штурмового отряда»                               | 五人の突撃隊                                           | Gonin no totsugeki tai                                  | Five Men of the Attack Squad                            | Кодзиро Хонго, Кэйдзо Кавасаки, Дзиро Тамия            |
| 1961        | «Школа для жён»                                             | 女房学校                                               | Nyōbō gakkō                                             | Refresher Course for Wives                              | Фудзико Ямамото, Масаюки Мори, Эйтаро Одзава           |
| 1961        | «С женой, ребёнком и другом» («Токийская детективная сага») | 妻あり子あり友ありて                                   | Tsuma ari ko ari tomo arite / Tokyo detective saga      | With Wife, Child and Friend                             | Кэйдзи Сада, Масахико Цугава, Минору Ооки              |
| 1962        | «Актриса и три мошенника»                                   | 女と三悪人                                             | Onna to san' akunin                                     | The Actress and the Three Rascals                       | Фудзико Ямамото, Синтаро Кацу, Райдзо Итикава          |
| 1962        | «Чёрная ящерица»                                            | 黒蜥蝪                                                 | Kurotokage                                              | The Black Lizard                                        | Матико Кё, Минору Ооки, Хироси Кавагути                |
| 1962        | «Время закрытия»                                            | 閉店時間                                               | Heiten jikan                                            | Closing Time                                            | Аяко Вакао, Кёко Энами, Хироси Кавагути                |
| 1962        | «Драгоценный вор»                                           | 宝石泥棒                                               | Hōseki dorobō                                           | The Jewel Thief                                         | Фудзико Ямамото, Хитоми Нодзоэ, Хироси Кавагути        |
| 1962        | «Последний день преступного мира»                           | 暗黒街最後の日                                         | Ankoku-gai saigo no hi                                  | Hell’s kitchen                                          | Кодзи Цурута, Рэнтаро Микуни, Кэн Такакура             |
| 1962        | «Медали для гангстеров»                                     | やくざの勲章                                           | Yakuza no kunshô                                        | Medals for Gangsters                                    | Дзиро Тамия, Дзюн Фудзимаки, Кодзиро Хонго             |
| 1963        | «Третья тень»                                               | 第三の影武者                                           | Daisan no kagemusha                                     | The Third Shadow Samurai                                | Райдзо Итикава, Хидзуру Такатихо, Масаё Банри          |
| 1963        | «Похорони меня глубоко»                                     | わたしを深く埋めて                                     | Watashi o fukaku umete                                  | Bury Me Deep                                            | Аяко Вакао, Дзиро Тамия, Кёко Энами                    |
| 1963        | «Поединок в преисподней»                                    | 暗黒街最大の決闘                                       | Ankokugai saidai no kettō                               | Duel of the Underworld                                  | Кодзи Цурута, Минору Ооки, Кэн Такакура                |
| 1963        | «Алая роза»                                                 | 真赤な恋の物語                                         | Makka na koi no monogatari                              | The Scarlet Rose                                        | Марико Окада, Тэруо Ёсида, Минору Ооки                 |
| 1963        | «Криминальная операция № 1»                                 | 犯罪作戦ＮＯ．１                                       | Hanzaî sakusen nanbâ wan                                | Crime Operation No. 1                                   | Дзиро Тамия, Кодзиро Хонго, Кёко Энами                 |
| 1963        | «Ночь, которую мы танцевали»                                | 踊りたい夜                                             | Odoritai yoru                                           | The Night We Danced                                     | Ёси Мидзутани, Тиэко Байсё, Кэйдзи Сада                |
| 1964        | «Мелодия преступления»                                      | 犯罪のメロディー                                       | Hanzai no merodī                                        | Melody ofCrime                                          | Тацуо Тэрасима, Бунта Сугавара, Миюки Кувано           |
| 1964        | «Главная улица преисподней»                                 | 暗黒街大通り                                           | Ankokugai ōdōri                                         | The Main Street of the Underworld                       | Кэн Такакура, Тацуо Умэмия, Минору Ооки                |
| 1964        | «Чёрный козырь»                                             | 黒の切り札                                             | Kuro no kirifuda                                        | The Black Trump Card                                    | Дзиро Тамия, Кэн Уции, Юкико Фудзи                     |
| 1964        | «Ночь медового месяца» («Агония»)                           | 悶え                                                   | Modae                                                   | The Night of the Honeymoon                              | Аяко Вакао, Юскэ Кавадзу, Кёко Энами                   |
| 1964        | «Вор в чёрном»                                              | 黒の盗賊                                               | Kuro no tōzoku                                          | Black Thief                                             | Хасидзо Окава II, Вакаба Ириэ, Минору Тиаки            |
| 1965        | «Задняя лестница»                                           | 裏階段                                                 | Ura kaidan                                              | The Back Stairs                                         | Дзиро Тамия, Ёко Цукаса, Тоору Абэ                     |
| 1965        | «Большая игра»                                              | 大勝負                                                 | Ōshōbu                                                  | The Big Game                                            | Хасидзо Окава II, Хидзуру Такатихо, Тиэдзо Катаока     |
| 1965        | «Клык мести»                                                | 復讐の牙                                               | Fukushū no kiba                                         | Fang of Revenge                                         | Дзиро Тамия, Акико Кояма, Тоору Абэ                    |
| 1965        | «Честь странника»                                           | 無宿者仁義                                             | Mushukumono jingi                                       | The Hoodlum Brothers                                    | Дзёдзи Такаги, Дзюн Нэгами, Ёсико Мита                 |
| 1965        | «Чёрный соблазн»                                            | 黒い誘惑                                               | Kuroi yuwaku                                            | Black Seduction                                         | Дзиро Тамия, Санаэ Накахара, Кёко Энами                |
| 1965        | «Операция на высшем уровне банды» («Кости золота»)          | ギャング頂上作戦                                       | Gyangu chôjô sakusen                                    | The Dice of Gold                                        | Дзёдзи Такаги, Тацуо Умэмия, Тоору Абэ                 |
| 1965        | «Красный ястреб»                                            | 赤い鷹                                                 | Akai taka                                               | The Red Hawk                                            | Юкио Хаси, Тиэко Байсё                                 |
| 1966        | «Пламя и закон»                                             | 炎と掟                                                 | Honoo to okite                                          | Flames and the Law                                      | Нобору Андо, Хидзуру Такатихо, Бунта Сугавара          |
| 1966        | «Солнце любви и слёз»                                       | 恋と涙の太陽                                           | Koi to namida no taiyô                                  | The Sun of Love and Tears                               | Юкио Хаси, Тиэко Байсё, Ёсико Каяма                    |
| 1966        | «Гуляй, народная музыка: Серебряная гора любви»             | フォークで行こう 銀嶺は恋してる                        | Fōku de iko: ginrei wa koi shiteru                      | Let’s Go Folk Music: The Silver-Capped Mountain of Love | Муга Такэваки, Ёсико Каяма, Тоору Абэ                  |
| 1966        | «Выпускной кубок»                                           | 出獄の盃                                               | Shutsû goku no sakazuki                                 | Cup of Release                                          | Дзиро Тамия, Микио Нарита, Наоко Кубо                  |
| 1967        | «Гонконгский ноктюрн» (Гонконг)                             | 香江花月夜                                             | Xiang jiang hua yue ye (кит.)                           | Hong Kong Nocturne                                      | Чжэн Пэйпэй, Ку Фэн, Оуян Шафэй                        |
| 1967        | «Женщина пожирает мужчину: Богомол»                         | 雌が雄を喰い殺す かまきり                              | Mesu ga osu o kuikorosu: Kamakiri                       | The Female Devours the Male: Mantis                     | Марико Окада, Дайскэ Като, Ёсико Каяма                 |
| 1967        | «Операция "Губная помада"» (Гонконг)                        | 諜網嬌娃                                               | Die wang jiao wa (кит.)                                 | Operation Lipstick                                      | Чжэн Пэйпэй, Ку Фэн, Тянь Фэн                          |
| 1967        | «Бурный поток»                                              | 激流                                                   | Gekiryū                                                 | Swift Current                                           | Сима Ивасита, Дзин Накаяма, Мицуко Мито                |
| 1967        | «Женщина пожирает мужчину: Три богомола» («Сильный пол»)    | 雌が雄を喰い殺す 三匹のかまきり                        | Mesu ga osu o kuikorosu: Sanbiki no kamakiri            | The Stronger Sex                                        | Марико Окада, Ёсико Каяма, Томоми Сато                 |
| 1967        | «Король барабанщиков» (Гонконг)                             | 青春鼓王                                               | Qing chun gu wang (кит.)                                | King Drummer                                            | Лин Юнь , Лили Хо, Ян Фан                              |
| 1968        | «Гонконгская рапсодия» (Гонконг)                            | 花月良宵                                               | Hua yue liang xiao (кит.)                               | Hong Kong Rhapsody                                      | Ли Цзин, Питер Чэнь, Элисон Чанг                       |
| 1968        | «Ночи Кусиро»                                               | 釧路の夜                                               | Kushiro no yoru                                         | Kushiro Nights                                          | Асахи Куридзука, Юки Дзёно, Фумио Ватанабэ             |
| 1968        | «Похитители мозгов» (Гонконг)                               | 諜海花                                                 | Die hai hua (кит.)                                      | The Brain-Stealers                                      | Лили Хо, Питер Чэнь, Чинь Фэн                          |
| 1969        | «Сезон любви»                                               | 恋の季節                                               | Koi no kisetsu                                          | Season of Love                                          | Эцуко Нами, Кэнсаку Морита, Ясунори Ирикава            |
| 1969        | «Охота на миллионера» (Гонконг)                             | 釣金亀                                                 | Diao jin gui (кит.)                                     | The Millionaire Chase                                   | Лили Хо, Чинь Пин, Питер Чэнь                          |
| 1969        | «Тропическая рыба ночью»                                    | 夜の熱帯魚                                             | Yoru no nettaigyo                                       | Tropical Fish of Night                                  | Юмико Ногава, Эцуко Нами, Ёсико Каяма                  |
| 1969        | «Любители заходящего солнца»                                | 夕陽の恋人                                             | Yūhi no koibito                                         | Lovers of the SettingSun                                | Кэнсаку Морита, Нана Одзаки, Кодзи Морицугу            |
| 1969        | «Поющий эскорт» («Да здравствует молодёжь!») (Гонконг)      | 青春萬歳                                               | Qing chun wan sui (кит.)                                | The Singing Escort                                      | Бетти Тин, Лам Чунг, Ширли Вонг                        |
| 1970-е годы |                                                             |                                                        |                                                         |                                                         |                                                        |
| 1970        | «Парни на солнце» («Убийство на глубине»)                   | 太陽の野郎ども                                         | Taiyō no yarō-domo                                      | Murder in the Deep                                      | Юки Мэгуро, Ёсико Каяма, Кикко Мацуока                 |
| 1970        | «Цветы, слёзы и ревность» («Исполнители»)                   | 美空ひばり・森進一の花と涙と炎                         | Mizora Hibari: Mori Shin’ichi no hana to namida to honō | The Performers                                          | Хибари Мисора, Синъити Мори                            |
| 1970        | «Чей ребёнок в классе?» (Гонконг)                           | 女校春色                                               | Nu xiao chun se (кит.)                                  | Whose Baby’s in the Classroom                           | Питер Чэнь, Ли Цзин                                    |
| 1970        | «Наследство в пять миллиардов долларов» (Гонконг)           | 遺產五億圓                                             | Wei chan wu yi yuan (кит.)                              | The 5 Billion Dollar Legacy                             | Ван Пин, Маргарет Синг, Чинь Фэн                       |
| 1970        | «Первый поворот» («Самые смелые»)                           | 喜劇 度胸一番                                          | Kigeki dokyō ichiban                                    | The Most Courageous                                     | Итиро Дзайцу, Марико Окада, Дзюндзабуро Бан            |
| 1970        | «Юные влюбленные» (Гонконг)                                 | 青春戀                                                 | Qing chun lian (кит.)                                   | Young Lovers                                            | Дженни Ху, Ян Фан, Юэ Вай                              |
| 1970        | «Цветок Феникс»                                             | 花の不死鳥                                             | Hana no fushichō                                        | Flower Phoenix                                          | Хибари Мисора, Такао Иноуэ, Кэнсаку Морита             |
| 1970        | «Квартира для дам» (Гонконг)                                | 女子公寓                                               | Nu zi gong yu (кит.)                                    | Apartment for Ladies                                    | Бетти Тин, Ян Фан, Оуян Шафэй                          |
| 1971        | «Бриллиант слезы Венеры» (Гонконг)                          | 鑚石艶盗                                               | Zhan shi yan dao (кит.)                                 | The Venus Tear Diamond                                  | Лили Хо, Лин Юнь, Ли Кван                              |
| 1971        | «Долгая дорога к свободе» (Гонконг)                         | 五枝紅杏                                               | Wu zhi hong xing (кит.)                                 | Long Road to Freedom                                    | Цзинь Хань, Эсси Линь, Юэ Вай                          |
| 1971        | «Двоеженец» (Гонконг)                                       | 齊人樂                                                 | Qi ren le (кит.)                                        | The Man with Two Wives                                  | Чинь Фэн, Шу Пэйпэй, Айрин Чэнь                        |
| 1971        | «Мы любим миллионеров» (Гонконг)                            | 李昆 陳依齢                                            | Wo ai jin gui xu (кит.)                                 | We Love Millionaires                                    | Лили Хо, Айрин Чэнь, Лин Юнь                           |
| 1971        | «Человеческая мишень»                                       | 人間標的                                               | Ningen hyōteki                                          | Human Target                                            | Го Вакабаяси, Цутому Ямадзаки, Кивако Тайти            |
| 1971        | «Моя дорогая ведьма»                                        | 可愛い悪女                                             | Kawaii akujo                                            | Cute Bad Woman                                          | Бундзяку Хан, Эцуко Икута                              |
| 1971        | «Закат» (Гонконг)                                           | 夕陽戀人                                               | Xi yang lian ren (кит.)                                 | Sunset                                                  | Чин Ли, Пол Чунь, Оуян Шафэй                           |
| 1971        | «Всё о Хибари»                                              | ひばりのすべて                                         | Hibari no subete                                        | All About Hibari                                        | Хибари Мисора, Такэхико Кояма, Хироси Мидзухара        |
| 1972        | «Жёлтый шарф» (Гонконг)                                     | 玉女嬉春                                               | Yu nu xi chun (кит.)                                    | The Yellow Muffler                                      | Бетти Тин, Чунг Ва, Айрин Чэнь                         |
| 1972        | «Моя дорогая ведьма. Поцелуй перед смертью»                 | 可愛い悪女 殺しの前にくちづけを                        | Kawaii akujo Koroshino maeni kuchizuke o                | My Darling Witch: A Kiss Before Death                   | Вэн-Тиао Фан, Фрэнки Сакаи, Ясунори Ирикава            |
| 1973        | «Разве он не мужчина?: Полный боевого духа»                 | 男じゃないか 闘志満々                                  | Otoko ja nai ka tōshi manman                            | Aren’t You a Man: Full of Fighting Spirit               | Фрэнки Сакаи, Масако Мори, Кэнсаку Морита              |
| 1974        | «Кобра»                                                     | 怒れ毒蛇 目撃者を消せ                                  | Ikare doku hebi — Moku geki sha wo kese                 | Cobra                                                   | Дзиро Тамия, Ванг Пинг, Фумио Ватанабэ                 |
| 1975        | «Посетитель в ночном тумане»                                | 夜霧の訪問者                                           | Yogiri no hōmonsha                                      | The Visitor in the Night Fog                            | Ёко Симада, Кэнсаку Морита, Сёго Симидзу               |
| 1976        | «Кобра 2»                                                   | 撃たれる前に撃て！                                     | Utareru mae ni ute!                                     | Cobra 2                                                 | Дзиро Тамия, Кэйко Мацудзака, Эйдзи Окада              |
| 1980-е годы |                                                             |                                                        |                                                         |                                                         |                                                        |
| 1983        | «Тоси в Такарадзука: Любовь навсегда» (док., к/м)           | Toshi in Takarazuka. A Love Furever ラブ・フォーエバー | Toshi in Takarazuka. A rabu Furever rabu fōebā          | Toshi in Takarazuka. A Love Furever                     | Тосихико Тахара, Кацухидэ Уэкуса, Кадзукиё Нисикиори   |
| 1983        | «Ураганный барабанщик»                                      | 嵐を呼ぶ男                                             | Arashi o yobu otoko                                     | The Man Who Raised a Storm                              | Кадзукиё Нисикиори, Нориюки Хигасияма, Кацухидэ Уэкуса |
| 1985        | «Птица! Одолжи мне свои крылья»                             | 絶唱母を呼ぶ歌 鳥よ翼をかして                          | Zesshō haha o yobu uta tori yo tsubasa o kashite        | Bird! Lend Me Your Wings                                | Хироюки Окита, Дзюн Фудзимаки, Мидори Хагио            |
| 1987        | «Кодовое имя: Чёрный кот»                                   | 暗号名黒猫を追え！                                     | Kōdonēmu: Burakku kyatto o oe!                          | Codename: Chase the Black Cat                           | Тосио Сиба, Томиюки Кунихиро, Такааки Ёноки            |

## Комментарии
1. ↑  Кинофильмы о «солнечном племени» — множество фильмов, появившихся на японских киноэкранах в 1956 году вслед за кинолентой «Солнечный сезон» режиссёра Такуми Фурукавы, поставленному по роману Синтаро Исихары (он был автором и других экранизированных романов о «солнечном племени»). Все эти фильмы объединены одной тематикой — показом бунтующей молодёжи против мира взрослых. Фильмы этой тематики были популярны вплоть до начала 1960-х годов.
2. ↑  В советском прокате фильм демонстрировался с 15 июня 1970 года, р/у Госкино СССР № 2096/70 (до 7 апреля 1977 года) — опубликовано: «Каталог фильмов действующего фонда. Выпуск II: Зарубежные художественные фильмы», Инф.-рекл. бюро упр. кинофикации и кинопроката комитета по кинематографии при Совете министров СССР, М.-1972, стр. 133.